# Jan Ceton
Jan Cornelis Ceton  (Bodegraven, 13 mei 1875 – Amerongen, 21 januari 1943) was een Nederlands politicus van de Communistische Partij van Nederland (CPN) en de Sociaal-Democratische Arbeiderspartij (SDAP). Ceton is vooral bekend als een van de oprichters van de Sociaal Democratische Partij (SDP), later hernoemd naar de Communistische Partij van Nederland. Maar hij was ook actief als bestuurslid van de Sociaal Democratische Onderwijzers Vereniging. Na zijn breuk met het communisme schreef hij vooral artikelen over de natuur. Jan Ceton, David Wijnkoop en Willem van Ravesteyn worden vaak in een adem genoemd als het driemanschap dat het communisme in Nederland vorm gaf.

## Biografie

### Jeugd
Ceton werd geboren in Bodegraven. Zijn vader was onderwijzer in Bodegraven en in zijn voetsporen begon Ceton een opleiding aan de kweekschool in Haarlem. In oktober 1894 haalde hij zijn onderwijzersakte en per 1 januari begon hij als onderwijzer aan een lagere school in Alphen aan den Rijn.
Al vanaf het begin af aan had Ceton een eigen visie op lesgeven. Hij keerde zich tegen een onderwijssysteem dat alleen op boekenwijsheid was gericht. Als onderwijzer maakte hij met zijn leerlingen lange wandelingen in de omgeving om hen aandacht en kennis van de natuur bij te brengen. Een onderwijsmethode die hij ook verdedigde in bijeenkomsten met andere onderwijzers uit zijn regio. Hij schreef artikelen in het blad De Levende Natuur van Jac. P. Thijsse en E. Heimans.
In de tussentijd bleef hij zelf doorstuderen en haalde in 1898 de hoofdakte onderwijzer. Per 1 januari 1899 ging hij werken aan School 130, de latere Kastanjepleinschool aan de Tweede Oosterparkstraat 133 in Amsterdam. Hier bleef hij werken tot de opheffing van de school in 1925, waarna hij achtereenvolgens nog les ging geven aan de Bankaschool en de Kramatschool, beide in de Indische Buurt in Amsterdam.

### SDAP
De moeder van Ceton was hervormd en diepreligieus en later werd erop gewezen dat zijn felle marxisme bijna religieuze trekken had. Zijn overgang naar het marxisme kan mede veroorzaakt zijn door de houding van plaatselijke calvinistische organisaties tegen de onderwijsvernieuwing die Ceton nastreefde. Met name ook omdat calvinistische gemeentebesturen het lagere onderwijs probeerden te marginaliseren en zware kritiek hadden op de ‘socialen’ die er les gaven. Bij zijn aankomst in Amsterdam in 1899 werd hij meteen lid van de Sociaal-Democratische Arbeiderspartij (SDAP).
Ceton bleek goed in cijferwerk. Hij werd penningmeester van de Amsterdamsche Bestuurdersbond en secretaris van de Arbeiderskiesvereeniging Amsterdam III. Van 1899 tot 1905 was hij secretaris van de Sociaal Democratische Onderwijzers Vereniging (SDOV) en was hij geregeld redacteur van het verenigingsorgaan De Volksonderwijzer.
Binnen de SDAP bleek Ceton een goed organisator. Zo ontwikkelde hij in zijn afdeling een intensieve kiezerskweek. Binnen het systeem van de kieswet van Samuel van Houten bestond de mogelijkheid van aangiftekiesrecht. Personen die meenden in aanmerking te komen voor kiesrecht konden dit aangeven bij de gemeente. Ceton organiseerde intensief dat mensen die eventueel in aanmerking kwamen dit ook daadwerkelijk deden. Het partijbestuur van de SDAP was hier zo tevreden over dat ze hem als beloning een boekenkast cadeau wilden doen. Ceton weigerde dit: hij vond dat elke vorm van beloning uit den boze was.

### De Tribune
Rond 1900 was Ceton binnen zijn SDAP-afdeling in contact gekomen met David Wijnkoop, die ook een rol speelde bij het ontwikkelen van de kiezerskweek. Wijnkoop, Ceton en anderen ontwikkelden zich tot de marxistische vleugel binnen de SDAP, die zich afzette tegen het reformisme van de meerderheid van de partij.
Bij Ceton speelde de schoolstrijd een belangrijke rol bij zijn radicalisering. Vooral toen SDAP-leider Pieter Jelles Troelstra zich akkoord verklaarde met de staatssubsidiëring van het bijzondere onderwijs in 1902. In het partijblad De Nieuwe Tijd viel hij Troelstra fel aan.
Het kiesdistrict van Troelstra was Amsterdam III, het grootste district van de SDAP. Ceton was hier secretaris en David Wijnkoop voorzitter, beiden van de marxistische vleugel binnen de SDAP. De marxisten van de partij waren grotendeels verenigd rond het tijdschrift De Nieuwe Tijd van onder meer Henriette Roland Holst en Herman Gorter. Maar volgens een groep jonge marxisten, met als voormannen David Wijnkoop, Willem van Ravesteyn en Jan Ceton was De Nieuwe Tijd te theoretisch en ontbrak het aan directe agitatie. Daarom richtten zij in 1907 het blad De Tribune op.
Het drietal redacteuren gaf ongezouten kritiek in hun blad op de koers van de partij.
In 1909, in het aanloop van de verkiezingen, gaf de SDAP op voorzet van Troelstra de redactie van De Tribune een ultimatum: of het blad opheffen of geroyeerd worden. Op een woelig partijcongres in Deventer werden Wijnkoop, Ceton, Van Ravesteijn en hun medestanders uit de SDAP gezet.
Een maand later richtten zij een eigen partij op: de SDP, de Sociaal Democratische Partij. Een poging van de Tweede Internationale om de breuk binnen de sociaaldemocratie in Nederland te lijmen liep stuk, onder meer door fel principieel verzet van Ceton.
In 1916 werd De Tribune een dagblad. Ceton was nu praktisch dagelijks, na zijn werk, te vinden op Amstel 85, waar de krant werd gezet en gedrukt.

### SDP en CPN
Het waren drukke tijden voor Ceton. Hij was nu partijbestuurder van de SDP, waar hij secretaris-penningmeester werd. Maar ook bleef hij redacteur van De Tribune. Vanaf 1916 werd hij vast medewerker van De Tribune en penningmeester. Ook nu weer werden zijn organisatorische gaven geroemd. En het moet ook veel creativiteit en handigheid gekost hebben om De Tribune financieel op de been te houden. Vooral bleef hij stukken schrijven over het onderwijs, maar ook over meer algemene onderwerpen. Daarnaast was Jan Ceton in 1919 medeoprichter van De Kommunistische Onderwijzers Vereniging en redacteur van hun blad De Kommunistische Onderwijzer, en dit alles gewoon naast zijn baan als onderwijzer. Ook in zijn privéleven gebeurde er veel. In 1911 trouwde hij met Emma Hess, de vroegere vrouw van David Wijnkoop. Op het persoonlijke vlak gaf dit wrijvingen, maar politiek bleven Wijnkoop en Ceton nauw samenwerken.
In navolging van de Russische Revolutie had de SDP de naam in 1918 veranderd in Communistische Partij Holland (CPH).
In 1919 werd Ceton voor de CPH gekozen in de Provinciale Staten van Noord-Holland. Ook hier voerde hij fel het woord. Zo viel hij eens fel uit toen een afgevaardigde zei dat arbeiders zulke grote gezinnen fokken. Ceton: “Er is gezegd dat er verschil moet zijn tussen het opfokken van dieren en het opfokken van mensen. Ja precies, maar hoe is het in de praktijk? Dat de arbeidersklasse genoodzaakt is haar kinderen als dieren op te fokken en de bourgeoisie de dieren kan opfokken als mensen. Zo moeten wij op het ogenblik de zaak zien en dat moet duidelijk worden gezegd.”
Eigenlijk werd Ceton in 1923 ook herkozen voor Provinciale Staten, maar zijn verkiezing werd op formele gronden afgewezen: zijn geloofsbrieven waren iets te laat op de griffie.
Ceton bleef vooral geïnteresseerd in de ontwikkelingen van het onderwijs. Daarom verzocht hij in 1921 aan de wethouder onderwijs om een studiereis te mogen maken naar de Sovjet-Unie. Hier wilde hij het systeem van de arbeiders-eenheidsschool onderzoeken. En hij wilde congressen bijwonen van de Rode Vak-Internationale en van de Komintern. De gemeenteraad van Amsterdam ging akkoord met Cetons verzoek, maar Burgemeester en Wethouders weigerden toestemming. Ceton trok zich niets van die weigering aan en vertrok toch naar de Sovjet-Unie.
De studiereis van Ceton kreeg veel aandacht in de landelijke en plaatselijke pers, met als gevolg dat hij ontslagen werd als onderwijzer. De nieuwe wethouder van Onderwijs, de SDAP'er Willem Vliegen zorgde er echter persoonlijk voor dat Jan Ceton toch weer per 1 januari 1923 op zijn oude school kon beginnen.

### CPH-CC
In de jaren twintig ontstond er binnen de CPN een heftige richtingenstrijd. De directe aanleiding hiervan was de vakbondspolitiek van de partij. Maar op de achtergrond speelde nadrukkelijk de Komintern een rol, die een strakke leiding van alle communistische partijen nastreefde.
De richtingenstrijd leidde in 1926 tot het royement van David Wijnkoop en Willem van Ravesteijn uit de CPN. Jan Ceton volgde hen en richtte met Wijnkoop een nieuwe partij op: de Communistische Partij Holland – Centraal comité. En hij werd redacteur en administrateur van het nieuwe huisorgaan van deze partij, De Communistische gids. Bij de verkiezingen van 1929 haalden zowel de CPN als de CPH-CC Kamerzetels.
Omdat de situatie van twee communistische partijen ongewenst was zocht men toch weer toenadering. Wijnkoop ging door het stof en sloot zich weer bij de CPN aan. Ceton was echter principiëler. Toen op 20 juni 1930 de beide partijen weer samengingen nam hij afscheid van de politiek. Van het drietal Wijnkoop- Van Ravesteyn – Ceton was Jan Ceton de meest radicale en principiële. Zowel bij de breuk met de SDAP, als bij de breuk en herstel binnen de communistische partij, was hij fel tegen elke verzoening met vroegere tegenstanders. Ook al was Ceton nu geen lid meer van een communistische partij, volgens een brief van zijn vrouw uit 1943 is hij wel altijd zijn overtuiging trouw gebleven.

### Latere jaren
Na het afscheid van zijn drukke bestaan in de politiek keerde Ceton weer terug naar zijn oude liefde, de natuur. Hij schreef weer artikelen voor De Levende Natuur en voor De Entomologische Berichten. Meestal schreef hij over zijn grote interesse: de wereld van vlinders en insecten. Hij werd lid van de Nederlandse Entomologische Vereniging en werd algemeen erkend als een groot vlinderkenner.
In september 1936 nam hij ontslag als onderwijzer. Hij verhuisde met zijn vrouw naar Albergen en later naar Wageningen.
In 1942 werd hij ernstig ziek, vermoedelijk longkanker. Hij overleed in 1943 in het ziekenhuis. Zijn vrouw verhuisde na zijn dood naar Hilversum. Hier werd zij door de Duitsers opgepakt en gedeporteerd. Zij stierf waarschijnlijk op 22 mei 1944 in Auschwitz.

## Onderwijsideeën
Ceton had ook uitgesproken onderwijsideeën waar hij gedurende zijn politieke activiteiten altijd over zou blijven schrijven. Ceton schreef hierover in de brochure: 'Op, voor uw school!' Hij veroordeelde de volksschool: deze zou de arbeider slechts aanpassen aan makkelijke handelingen die nodig waren voor industriële arbeid. Ceton pleitte daarentegen voor de eenheidsschool, die de jeugd moest opleiden zonder onderscheid in sekse, leeftijd, afkomst of aanleg. “Wij eisen een eenheid van onderwijs, die alle bestaande en deugdelijke schoolinrichtingen in zich opneemt.” Een dergelijke school omvat de bewaarschool, de lagere school, de middelbare en hogere school: dat geheel zou één instituut van opvoeding voor allen moeten worden. Iedereen heeft het recht de hele school te volgen, alleen afhankelijk van de 'natuurlijke' grens die te maken heeft met de begaafdheid van de leerlingen.

## Anderen over Ceton
Jacques de Kadt: Uit mijn communistentijd: “Over Ceton, de derde van het driemanschap heb ik nog weinig gezegd. Hij was een zeer zonderling man. Naar het uiterlijk bijna een reus (naast de dwerg Wijnkoop en de Rotterdamse doctor die van normale lengte was), met een rode baard en rode, al wat grijzende haren, in wiens gezicht zowel de waterige blauwe ogen opvielen als een bijna altijd om de mond spelende glimlach van onverstoorbaarheid. Hij was onderwijzer, een beroep dat hij nog steeds uitoefende, tot grote voldoening van zijn leerlingen, en van hun ouders.”
Anthoon Johan Koejemans: David Wijnkoop: “Ceton -'lange Jan in de wandeling geheten'- was een zeer bekwame Amsterdams onderwijzer, fervent voorvechter van de openbare school, en medestrijder van Wijnkoop al uit de bewogen jaren van de SDAP'se afdeling III. Met zijn (voor die tijd) uitzonderlijke lengte, het gelaat omgeven door een volle blonde baard, was hij een indrukwekkende verschijning; zijn flegma was in de kringen die hem kenden even beroemd als zijn ongelooflijke werkkracht. Men betwijfelde of hij wel ooit sliep: zijn dag begon vroeg en zijn arbeid eindigde niet voor de kleine uren van de nacht. Er waren tijden dat hij de volle last én van de redactie én van de administratie van de toen reeds tot dagblad geworden Tribune droeg, maar hij ging onverstoorbaar zijn gang. Hijzelf sprak er nimmer over, en anderen wisten er weinig van, hoe hij er telkens weer in slaagde, de wel zeer korte eindjes van de partijfinanciën aan elkaar te knopen en zo het kostbaarste (in dubbele betekenis) bezit van de partij te bewaren. Hij was van het drietal waarschijnlijk de meest rechtlijnig denkende, intransigent tot het uiterste, en hij aanvaardde daarvan dan ook de consequenties, al waren deze voor hem persoonlijk ook nog zo onaangenaam.”
Annie Romein-Verschoor: Omzien in verwondering: “Maar er zetelde op Amstel 85 nog een figuur waar alles om draaide. In het souterrain klepperde de oude pers, eenhoog was de zetterij ondergebracht, tweehoog-vóór de redactie: een blik aan een touw, dat door een gat in de vloer zakte, fungeerde als lift voor kopij en proeven. Ergens daarachter zat op vrijwel alle uren van dag en avond, die buiten de schooltijden vielen, Jan Ceton, een zeer geliefd onderwijzer, die je misschien op het eerste gezicht met zijn deftige baard voor een catechiseermeester had aangezien, maar niet meer als je hem had horen lachen. Hij ontbrak alleen op de dag van het vakantiekinderfeest, dan trok hij met zijn klas naar buiten, en gedurende veertien dagen in de zomer die hij botaniserend en fotograferend in Zwitserland doorbracht.
Ceton, die in 1909 tot de uitgestoten linkervleugel van de SDAP behoord had, was de spil van de krant: de penningmeester. Hij was hardnekkig, rechtlijnig en nuchter op het cynische af, allesbehalve een idealist, en hij ploeterde aan één stuk om uit de moeizaam toevloeiende dubbeltjes en kwartjes wekelijks het geld bij elkaar te harken, dat de krant verslond aan materiaal en loon.”